# Round ZERO〜BLADE BRAVE
『Round ZERO〜BLADE BRAVE』（ラウンドゼロ ブレイド ブレイブ）は、相川七瀬の25枚目のシングル。2004年2月18日に発売。

## 解説
表題曲はテレビ朝日系『仮面ライダー剣』の前期（1 - 30話）主題歌。カップリング「覚醒」は同番組（2 - 21話）挿入歌で、こちらはRickyの歌唱。
オリコンチャート最高位11位を記録。仮面ライダーシリーズ主題歌である上にカップリング歌唱していない旨から公式サイトでシングル扱いされておらず、相川の各アルバムにも未収録。
2020年7月7日開催の「NANASE'S DAY 2020 REMOTE LIVE 『なななななんと!』」にて相川名義ライブでCD発売16年半経過後にして初めて本楽曲歌唱・演奏。

## 備考
- 後に相川は、Crimson-FANG名義で『劇場版 仮面ライダーキバ 魔界城の王』の主題歌「Circle of Life」を歌唱。こちらは公式サイトに掲載。

## 収録曲
作詞：藤林聖子 / 編曲：近藤昭雄　
1. Round ZERO〜BLADE BRAVE
  - 作曲：吉田勝弥 / 歌：相川七瀬
2. 覚醒
  - 作曲：渡部チェル / 歌：Ricky
3. Round ZERO〜BLADE BRAVE（オリジナル・カラオケ）
4. 覚醒（オリジナル・カラオケ）